# Moiré
 Ikke at forveksle med Moirer.
Moiré er et mønster eller en optisk effekt, som opstår, når to jævne, fine mønstre, ofte i form af tætte gitterlinjer eller rasterbilleder, bliver lagt over hinanden og interfererer, det vil sige sammen danner et tredje mønster eller tegning. Inden for trykketeknik er moiré et uønsket rosetmønster i trykbilledet pga. uhensigtsmæssig rasterdrejning i en eller flere farver.